# Inmigración nórdica en Ecuador
La inmigración nórdica en Ecuador o inmigración escandinava en Ecuador es un fenómeno que data de la década de los veinte, con la llegada de algunos nórdicos a las islas Galápagos, y de los setenta como resultado de un flujo poblacional constante hacia América en pro de la investigación, la educación y la jubilación. Principalmente se concentró en la venida de noruegos, y en menor medida daneses y suecos, escogieron ciudades como Guayaquil, Quito, Latacunga, Riobamba, Cayambe y en las ciudades imbabureñas de Cotacachi, Otavalo y Pimampiro, y muchos residen en Puerto Baquerizo Moreno - Islas Galápagos, y Babahoyo. Los escandinavos que se establecieron en el país no formaron asociaciones o consorcios como otras nacionalidades que se establecen en Ecuador.[cita requerida]

## Características generales

### Influencias en la educación
Las enormes ventajas educativas que tienen los países escandinavos en materia educativa posibilitaron un avance en las grandes ciudades como Guayaquil o Quito y en otras Ibarra y Puerto Baquerizo Moreno donde los sistemas de enseñanza utilizados en por ejemplo Finlandia, fueron aplicados en escuelas y colegios.[cita requerida]

### Consecuencias en la población
La llegada de los escandinavos al país agilitó el turismo principalmente en el norte del país.[cita requerida]

## Comunidades

### Noruegos
En los años 20, una colonia de escandinavos llegó para poblar Santa Cruz (Galápagos). Entre 1925 y 1926 se contabilizaban 150 colonos, principalmente noruegos, que experimentaron una larga travesía por el océano Atlántico para llegar a ese destino tropical que anhelaban como cuna de oportunidades y paz en esos tiempos después de la Primera Guerra Mundial.
La Misión Alianza Noruega es una ONG existente en Guayaquil desde 1994 que ayuda a los barrios marginales de la ciudad. Tiene su sede en el barrio Los Ceibos. Los misioneros de la alianza son inmigrantes noruegos que residen un par de años en Ecuador. A su llegada pasan un periodo de adaptación de seis meses donde aprenden idioma español y las costumbres ecuatorianas, incluyendo su gastronomía.
Los noruegos son el segundo grupo de la inmigración por jubilación en Ecuador, contando con más de 4.300 jubilados noruegos emigrados concentrados en las islas Galápagos.[cita requerida]

### Daneses
Los daneses son el cuarto grupo de la inmigración por jubilación en Ecuador, contando con casi 4.000 jubilados daneses emigrados concentrados en Quito.[cita requerida]

### Suecos
Los suecos son el sexto grupo de la inmigración por jubilación en Ecuador, contando con más de 3.400 jubilados suecos emigrados concentrados en las islas Galápagos.[cita requerida]